# Carie dentaire
Pour les articles homonymes, voir Carie.
 (mars 2017).
 Mise en garde médicale

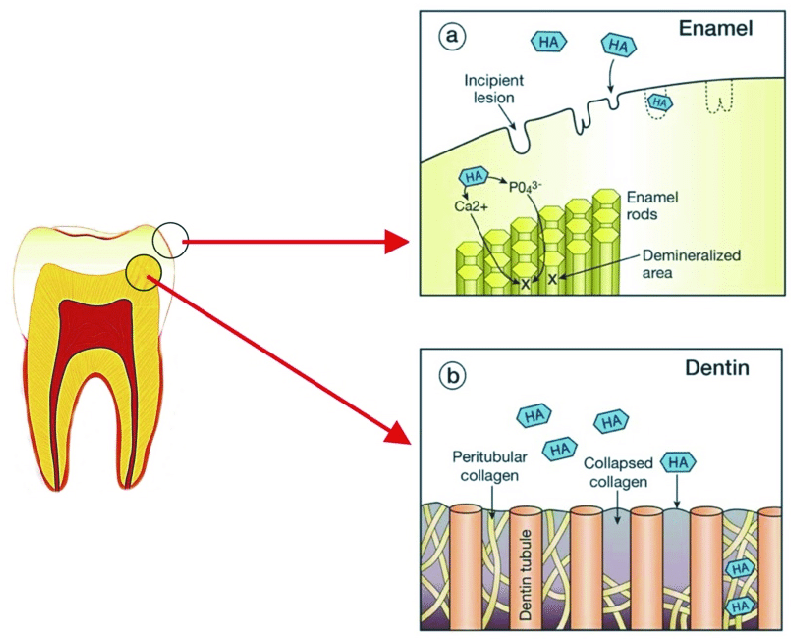
Diagramme simplifié représentant une coupe transversale de l'émail (en en anglais) et de la dentine (en). La carie résulte d'une altération du processus dynamique de déminéralisation et reminéralisation dentaire (dissolution puis reprécipitation des cristaux d'hydroxyapatite HA), pouvant aboutir à la formation de cavités (processus de cavitation).

La carie dentaire, ou simplement carie, est une maladie infectieuse de la dent, qui se manifeste par une lésion de l'émail, du cément ou de la dentine, voire de la pulpe. Elle est très souvent noire et forme un creux dans la dent.
Chez la plupart des mammifères, la carie témoigne d'une santé générale dégradée ou de carences alimentaires. Chez l'homme, la carie est une maladie courante fortement liée à l'alimentation.

## Historique
Chez l'être humain, la carie serait apparue au cours de l'époque néolithique : à la suite de la sédentarisation associée à la domestication des céréales, le changement de régime alimentaire dû à la consommation des farines aurait permis son apparition.
Les dents humaines datant de cette période mais appartenant à des populations vivant encore de la chasse et de la cueillette (y compris de baies sucrées) ne sont pas atteintes par des caries. Les caries sont fréquentes dans certaines populations médiévales, ainsi l'étude des tombes des alentours du XIe siècle à Varnhem (Suède) révèle qu'une majorité des adultes était atteinte de caries.
À la fin des années 1600, grâce à l'un des premiers microscopes, Antoni van Leeuwenhoek décrit des micro-organismes (« très joliment en mouvement ») provenant de l'intérieur de sa bouche.
Au XVIIe siècle, le chirurgien Antoine Lambert pense que les cavités noirâtres des dents gâtées sont une conséquence de la fissuration de l'os, contusion et perte d'humidité, ou par la formation d'un phlegmon ou d'un abcès dans la substance interne de l'os. Jusqu'à la fin du XVIIIe siècle, on reste persuadé que les caries sont dues 
aux facteurs invoqués par Lambert ou creusés par des vers.
Reprenant les travaux de Pasteur qui découvre dans les années 1850 que les fermentations sont l'œuvre de micro-organismes, le dentiste américain Willoughby D. Miller (en) mène des études microbiologiques sur la flore buccale qui le conduisent à publier en 1890 sa théorie chimico-parasitaire de la carie (origine chimique et bactérienne des caries dentaires).
En 1924, un dentiste anglais (J. Kilian Clarke) observe que la bactérie Streptococcus mutans, retrouvée dans les solides biofilms au contact de l'émail dentaire, qui apprécie les sucres alimentaires et qui acidifie son milieu, semble responsable des caries. Au début des années 1960, S. mutans est souvent considéré comme la cause de la carie, ce qui explique que dans les années 1970, on teste un vaccin contre la carie, créé à partir de cellules bactériennes entières.
Les expériences de Vipeholm (en) menées entre 1945 et 1953 sont la première étude interventionnelle qui montre le lien entre la consommation de sucre et l'apparition de caries. Selon cette étude controversée, tant sur les plans éthique que déontologique [réf. nécessaire], la quantité totale de sucre ingéré est un facteur de cariogénicité (effet cariogène) moindre que la fréquence sous laquelle le sucre est consommé et du type d'aliment ingéré. Dans les années 1960 et 1970, d'autres études observationnelles confirment ce lien.
Les microbiologistes constatent ensuite que les dommages gingivo-dentaires résultent en réalité d'une synergie d'actions entre différents microbes. La carie est alors considérée selon la « représentation de Miller », comme :
- une maladie infectieuse à germes spécifiques transmissibles. Les bactéries Lactobacillus acidophilus et Streptococcus mutans seraient les responsables de la formation de la carie ;
- principalement induite par une substance cariogène : le sucre ;

Peu à peu, l'exploration du microbiome buccal « fait évoluer les idées reçues de longue date sur la façon dont les microbes contribuent à la santé dentaire – et aussi à la santé globale » et laisse envisager de nouvelles manières d'utiliser la communauté microbienne buccale au profit d'une meilleure santé.

## Facteurs étiologiques

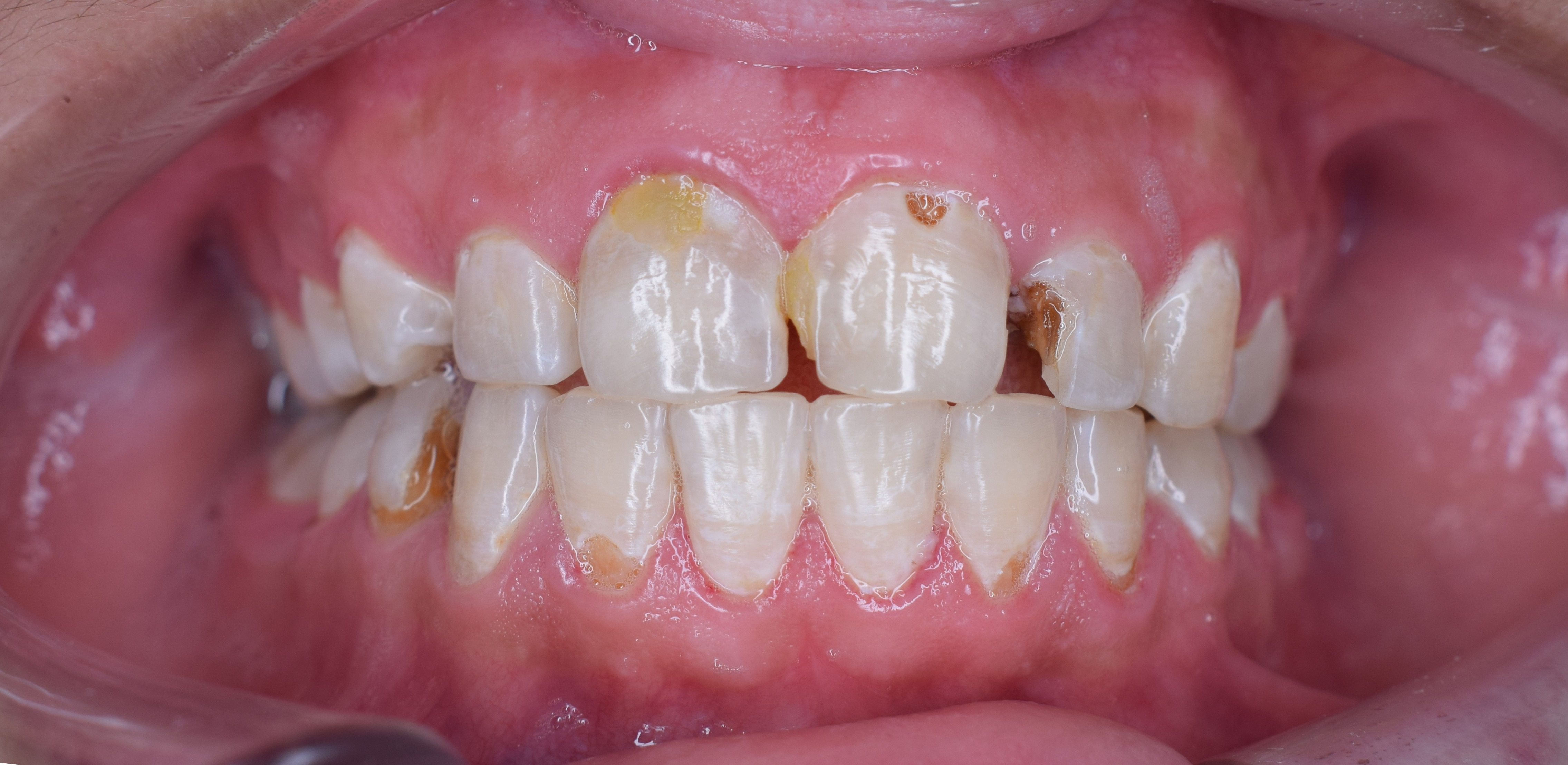
Carie dentaire

La formation de la carie, affectant la santé buccodentaire, est avant tout due à de multiples facteurs endogènes : 

« Elle résulte d'un déséquilibre dans la flore bactérienne du biofilm présent à la surface de la dent à la suite d'un changement brutal de l'environnement local »

— Laurence Brousseau et Camille LeGoff, Les déterminants de la carie.
Les facteurs déterminant l'équilibre (et le déséquilibre) du biofilm sont :
- les bactéries elles-mêmes. Toute bouche possède une flore bactérienne. Celle-ci peut comporter plusieurs centaines d'espèces, variables d'un individu à l'autre ;
- le régime et la fréquence d'absorption des intrants : régime alimentaire, alcool, cigarette, médicaments…
- le système salivaire de l'hôte ;
- le système immunitaire de l'hôte.

Les importances relatives et les interactions entre tous ces facteurs ne sont pas encore entièrement comprises.
La formation de la carie débute lorsqu'un déséquilibre dans le biofilm permet à certaines bactéries de se reproduire plus vite. Une fois que la proportion de ces populations a atteint un seuil critique la maladie peut se développer. Les bactéries impliquées dans le phénomène sont présentes dans le biofilm à l'état sain. Elles participent à son équilibre et ne sont pas des agents pathogènes à détruire préventivement, d'où l'abandon de l'idée d'un vaccin.
Certains des facteurs pouvant rendre le biofilm propice à la formation de caries semblent être identifiés :
- génétiques[14] ;
- la prise de tabac, l'alcool ;
- la prise de certains médicaments, par exemple ceux entraînant une diminution de la sécrétion salivaire ;
- certains changements d'habitudes alimentaires ;
- les facteurs socio-économiques et psychosociaux de l'hôte[15].

Des études indiquent un lien entre une carence en vitamine D et la formation de caries,,,,. Les enfants atteints de rachitisme ont de graves problèmes de caries dentaires,.

### Sucre
Le sucre constitue un élément déterminant dans la formation des caries,.
Certaines études indiquent que le sucre ne devrait plus être considéré comme le seul responsable de la carie : la relation sucre/carie serait moins importante lors de la prise de fluoride,. Ces études sont néanmoins à prendre avec précautions, certaines d'entre elles pouvant être soupçonnées de partialité due à leur lien (en particulier financier) avec l'industrie sucrière, d'autres études récentes consolidant bel et bien le lien entre consommation de sucre et apparition de troubles de la santé, en particulier dentaire.
Selon une étude de 2014, il existe une relation log-linéaire robuste entre les caries et la consommation de sucre. Une consommation de sucre induit un coût important en soins de caries. Selon cette étude, les objectifs de santé publique doivent fixer des apports en sucre idéalement inférieur à 3 % de l'apport en énergie total et ce même lorsque le fluor est largement utilisé.
Il a été constaté que lors de la Seconde Guerre mondiale le taux de carie dentaire a chuté. Probablement en raison des pénuries d’aliments riches en sucres. Les analyses en temps de guerre confirment l'étroite corrélation entre la disponibilité du sucre et la prévalence et la gravité des caries dentaires. Cela a été observé en Norvège, au Japon, au Royaume-Uni et en Europe en général pendant et après la Seconde Guerre mondiale mais aussi plus récemment en Irak pendant les sanctions de l'ONU.
Les données nationales les plus complètes proviennent cependant de Takeuchi au Japon où, avant, pendant et après la Seconde Guerre mondiale, les niveaux de sucre par habitant sont passés de 15 kg par an à 0-2 kg, puis sont remontés à 15 kg par an sur une période de 11 ans, ce qui a permis d'analyser l'impact du sucre sur la carie dentaire. Les études ont montré une relation claire entre la consommation moyenne de sucre et les caries dentaires ayant évolué vers la cavitation.

## Symptômes

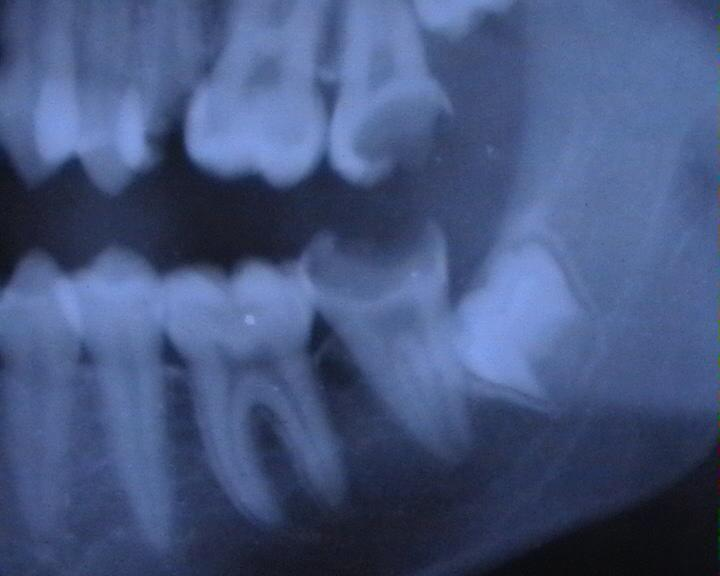
Caries à un stade avancé (sur 2e molaires sup. et inf.).

Les premiers signes peuvent apparaître une fois que la carie a atteint la dentine. Mais parfois la douleur ne survient que très tardivement, ou même jamais. C'est pourquoi il est vivement conseillé de ne pas attendre d'avoir mal pour consulter un dentiste.
- Douleurs au froid et au sucré signalent le plus souvent une carie active ou une dénudation du collet dentaire, qu'il est urgent de faire traiter.
- Douleurs au chaud ou à la pression signalent généralement une reprise de carie sous une obturation qui a évolué discrètement et a provoqué la nécrose de la dent concernée.
- Dommages visibles : initialement tache blanche (pas toujours très visible). Une tache marron (plus ou moins foncée) signale une carie ancienne, reminéralisée, qui n'est plus active.

Lorsqu'on remarque un trou dans la dent, la carie est déjà avancée ; la dent risque de devoir être dévitalisée.

## Classification
Greene Vardiman Black a proposé ce qui a plus tard été appelé la Classification de Black des lésions carieuses, toujours utilisée aujourd'hui, une seule catégorie ayant été ajoutée à son système originel de classification. Il y a 6 classes :

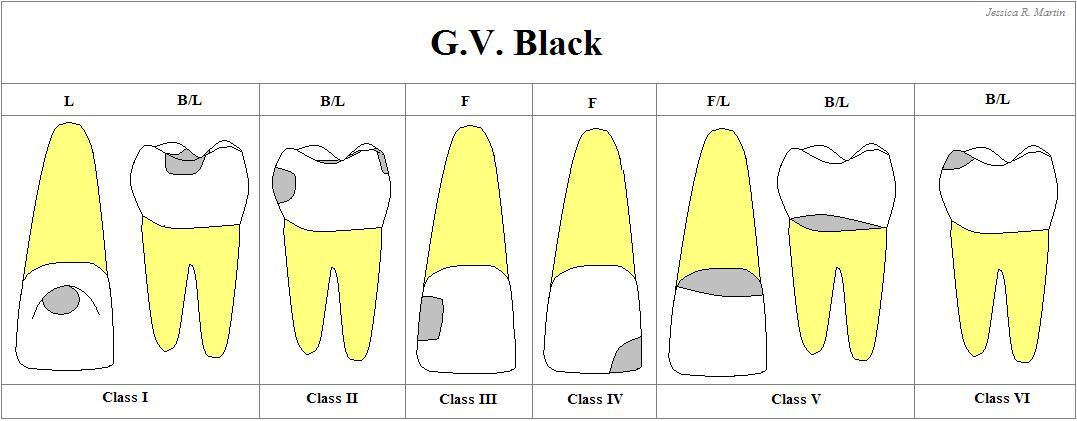
Classification des restaurations de GV Black

- Classe I : caries affectant les puits et les fissures du tiers occlusal des molaires et des prémolaires, des deux tiers occlusaux des molaires et des prémolaires, et de la partie linguale des dents antérieures.
- Classe II : caries affectant les surfaces proximales des molaires et prémolaires.
- Classe III : caries affectant les surfaces proximales des incisives centrales, des incisives latérales et des cuspides sans toucher les angles incisifs.
- Classe IV : caries affectant les surfaces proximales, y compris les angles incisifs des dents antérieures.
- Classe V : caries affectant le tiers gingival des surfaces faciales ou linguales des dents antérieures ou postérieures.
- Classe VI (non décrite par Black, ajoutée en 1956 par W. J. Simon) : caries affectant les pointes des cuspides des molaires, prémolaires et cuspides.

## Prévalence
Dans le monde, en 2020, on estime que 2 milliards de personnes souffrent de caries des dents définitives  et 520 millions d’enfants de caries des dents de lait .
En France, 30 % des enfants de moins de 12 ans présentent au moins une carie à soigner, 50 % chez les 12-15 ans, 40 % chez les adultes et 37 % des personnes âgées sont également touchées.
En 2010, un rapport de la Haute Autorité de Santé avance que 20 à 30 % des enfants de 4 à 5 ans ont au moins une carie non soignée.
Il en ressort que généralement, ce sont les enfants qui sont les plus touchés par la carie, surtout les enfants en bas âge. On parlera dans ce cas de la carie de la petite enfance.

## Évolution et pronostic
Un changement majeur dans l'environnement local de la dent peut favoriser le développement de bactéries présentes à l'état sain de la dent. Quand la population de ces bactéries atteint un seuil critique, la carie peut apparaître. Plusieurs espèces de bactéries participent ensuite dans l'évolution de la carie.
Le fluor par voie topique (appliqué directement) peut ralentir ou stopper la progression de la carie. Mais une carie non superficielle ne pourra jamais guérir seule, il faut la faire traiter par un dentiste.
En l'absence de soins ou de traitements adaptés, la maladie carieuse évolue vers la pulpite puis la nécrose de la pulpe (le nerf), à la suite de la colonisation de la pulpe par les micro-organismes pathogènes. Cette nécrose est généralement très douloureuse, et peut diffuser par voie endodontique et se compliquer par une infection s'étendant à l'os. 

Cette infection peut être chronique : granulome péri-apical chronique ou kyste (ou desmodontite apicale chronique). L'infection évolue alors souvent à bas bruit pendant plusieurs mois voire plusieurs années, et n'est parfois détectée que par un contrôle radiographique de routine. Cette infection peut aussi être aiguë : abcès péri-apical aigu (ou desmodontite apicale aiguë). Voir : Endodontie.
Si un traitement n'est toujours pas entrepris, l'infection continue à se propager. Les ostéites et cellulites peuvent préluder à  un envahissement bactérien général par voie sanguine : c'est la septicémie.
Les dentistes utilisent désormais un détecteur de densité pour mesurer l'ampleur d'une déminéralisation de la dent, cela permet d'éviter une irradiation pour effectuer une radiographie.

1. La dent saine
2. L'émail est attaqué
3. La dentine est attaquée. La dent commence à être sensible.
4. La carie gagne la pulpe dentaire : pulpite  (la classique rage de dent)
5. La carie envahit la pulpe et s'attaque au nerf et au desmodonte : nécrose.

## Soins conservateurs
Le dépistage de petites lésions dispose de trois techniques d’examen complémentaires à l'œil du dentiste : radio numérique en 2D, aides optiques de grossissement (loupes ou microscope opératoire), caméra vidéo numérique de fluorescence ou de transillumination .
À l'aide d'instruments rotatifs (fraise dentaire montée sur contre-angle ou turbine rotative, communément appelée « roulette »), d'instruments de microabrasion (air abrasion par sablage, sonoabrasion par ultrasons produits par une pièce à main en forme de stylo avec des inserts diamantés) ou laser dentaire, le dentiste procède à l'éviction des tissus dégradés par la carie. Il comble ensuite la cavité créée par l'exérèse des tissus avec un matériau d'obturation biocompatible, généralement un composite dentaire, un amalgame dentaire ou par un inlay, et un adhésif de dernière génération (parfois associé à un agent antibactérien). Les traitements micro-invasifs  (microabrasion et laser) ne concernent que les caries débutantes.

## Dévitalisation
Lorsque la carie a atteint un stade avancé (dès que les bactéries ont pénétré dans la pulpe), le dentiste doit dévitaliser la dent (pulpectomie), puis obturer les canaux dans lesquels se trouvait la pulpe afin de prévenir une infection bactérienne (obturation canalaire).
La dent dévitalisée étant plus fragile, le risque de fracture est accru.

## Prothèse
Si la carie a détruit une grande partie de la dent, celle-ci doit être reconstituée avec une couronne.
Si la dent doit être retirée, de nouvelles techniques permettent parfois de la remplacer par une dent de sagesse[réf. nécessaire], dans les cas où celles-ci n'ont pas déjà été extraites et lorsque le chirurgien-dentiste juge que l'une d'entre elles pourrait être logée à l'emplacement de la dent à remplacer. Cette technique est toutefois peu répandue et doit être accompagnée d'un traitement pour éviter le rejet ; les cas d'échecs restent encore importants[réf. nécessaire].

## Prévention
La prévention des caries dentaires passerait par :
- une hygiène bucco-dentaire : avec idéalement, trois brossages quotidiens après chaque repas, pendant trois minutes, ou raisonnablement, deux brossages après les repas du matin et du soir, pendant deux minutes, avec un dentifrice fluoré. Comme expliqué plus haut, le brossage n'est pas curatif : il ralentirait ou stopperait le développement de caries présentes. Ce brossage ne peut pas faire disparaître la plaque dentaire mais casse les biofilms dentaires et fluore. Utiliser une petite brosse souple ou moyenne (changée tous les mois  ou dès que les poils sont courbés) et pratiquer des petites rotations pour faire passer les poils entre les dents. Il serait aussi utile de compléter le brossage, entre les dents, notamment avec du fil dentaire[38]. Cependant, d'après Philippe Hujoel, dentiste et professeur de santé orale à l'université de Washington, États-Unis, le lavage des dents ne préviendrait pas les caries ;
- éviter de grignoter[39] ou de boire des boissons sucrées en dehors des repas[40] ;
- les sodas, sirops et jus de fruits sont très acides ce qui diminuera le pH buccal et favorisera l'apparition de caries[41] ; les produits « light », eaux aromatisées, jus « naturels » n'y échappent pas[41] ; l'eau doit être la boisson privilégiée, surtout chez les jeunes enfants[41] ;
- un régime alimentaire adapté : privilégier les aliments complets par rapport aux aliments raffinés[42], remplacer aussi le sucre blanc par du sucre de canne non raffiné[42] ;
- un détartrage régulier, le tartre augmentant l'acidité de la bouche et la déminéralisation des dents ;
- le dépistage régulier chez le dentiste : cela permettra de traiter les caries assez tôt[40]. On ne guérit pas d'une carie dentaire, on stoppe sa progression par son curetage et on obture la cavité résiduelle. Le dépistage se fera idéalement tous les six mois, une visite annuelle au moins chez l'adulte qui présente peu de problèmes de carie dentaire ou de problèmes gingivaux (importance du détartrage)[43].

À noter que :
- l'efficacité de l'utilisation d'un chewing-gum sans sucre n'est pas confirmée par des études indépendantes et est soumise à controverse, l'UFSBD (Union française pour la santé bucco-dentaire) étant en partie subventionnée par les fabricants de chewing-gum dont Cadbury, Hollywood et Wrigley[44] ;
- l'Afssaps a modifié en décembre 2008 ses recommandations sur la prescription fluorée[45] et ne recommande plus de supplément entre 0 et 6 mois. Au-delà, l'apport de fluor est réservé aux enfants à risque carieux élevé[46] ;
- un test de salive pourrait suffire à détecter la survenue de caries chez les personnes ayant un profil génétique à risque[47].

## Perspectives de nouveaux traitements
En 2014, environ 2,3 milliards de personnes souffrent chaque année de carie, pathologie classée parmi les « maladies évitables ». Diminuer ce nombre est un enjeu de santé publique.
L'utilisation de cellules souches totipotentes est périodiquement évoquée, mais d'importants progrès sont encore à faire pour pouvoir les utiliser de manière à restaurer une dent entière.
Des vaccins pourraient peut-être cibler les bactéries responsables de caries.
Une autre piste est la reminéralisation électriquement accélérée et améliorée (EAER pour l'anglais : Electrically Accelerated and Enhanced Remineralisation). C'est une idée qui date du début des années 2000, mais qui semble pouvoir être mise sur le marché vers 2017 de manière opérationnelle (c'est-à-dire à la portée des dentistes). Elle est développée par une spin-out [traduction] du King College de Londres. Elle consiste à inverser le processus de carie en permettant à la dent de se réparer par minéralisation, en inversant électriquement ce processus, en permettant de réamorcer le circuit naturel par lequel le calcium, le phosphore et d'autres minéraux construisent ou renforcent la dent. 
Le dentiste pourrait d'abord préparer la partie dégradée de la couche extérieure d'émail dentaire, puis il utiliserait un léger courant électrique pour « pousser les minéraux manquant dans la dent » elle-même afin de réparer la partie cariée, sans douleur ni besoin des instruments traditionnels du dentiste, et sans nécessiter de matériau de remplissage.
Certains dentistes utilisent déjà des courants électriques pour vérifier la sensibilité de la pulpe et/ou du nerf de la dent ; le courant nécessaire à une reconstruction dentaire serait bien plus faible que celui actuellement utilisée sur les patients, qui ne le sentirait même pas. Cette procédure permettrait aussi de reblanchir les dents.
L'ozonothérapie, en l'absence de résultats probants de méta-analyses, est proposée pour des soins minimes.
Le laser dentaire est utilisé[réf. souhaitée].